# Президентський палац (Афіни)
Президентський палац — офіційна резиденція Президента Грецької республіки, попередньо до 1974 року був резиденцією грецьких королів. Розташований у центральному районі Афін на вулиці Ірода Аттичного, у безпосередній близкості від Національного саду, Заппіона, площі Синтагма та Грецького парламенту.

## Історія
Ідея розпочати будівництво Президентського палацу з'явилась 1868 року, коли у короля Георга І народився спадкоємець престолу майбутній король Костянтин. Грецька держава вирішила подарувати йому приватний маєток, коли принц досягне повноліття. Через 21 рік, коли Костянтин одружився з принцесою Софією Гогенцоллерн, держава доручила створення проєкту Палацу коронованого принца Ернсту Зіллеру, придворному архітектору короля Георга І. Загалом за його проєктами по всій греції було зведено понад 700 громадських та приватних споруд. Сам король Георг виловив побажання не створювати надто помпезний палац та одночасно не наслідувати кожний з існуючих палаців Європи. Так Зіллер створив триповерховий, центральносиметричний палац у стилі неокласицизму.
На Різдвяний вечір 1909 р. пожежа знищила значну частину Королівського палацу (нинішній Грецький парламент), в результаті чого Палац коронованого принца використовувався як тимчасова резиденція королівської родини. Після вбивства короля Георга І в 1913 році та сходження Костянтина на престол Палац коронованого принца нарешті став королівської резиденцією.
1924 р. палац перестав бути резиденцією короля, оскільки сама монархія була тимчасово повалена та проголошена Грецька республіка. Палац став офіційною резиденцією Президента Греції, допоки 1935 року грецька монархія не була реставрована. Починаючи з 1974 року, коли після 7 років диктатури військової хунти «чорних полковників» була відновлена демократія, палац і донині слугує офіційною резиденцією Президента Грецької республіки.

## Президентський сад
Президентський сад розкинувся на площі близько 25 гектарів. Парк розбитий у французькому стилі, із симетричними клумбами із сезонними квітами і рослинами, у середині 19 століття на території тодішнього Королівського палацу. Нині у парку нараховується близько 140 різних видів і сортів декоративних дерев, чагарників, витких рослин. Деякі рослини рідкісні, а дерева, наприклад, дуби і кипариси, досягли віку понад сто років.
21 березня 2010 року Президентський сад вперше відкритий для відвідування і буде надалі відкритим щонеділі, окрім святкових днів. Вхід до парку вільний з вулиці Короля Георга (одос Васіліс Георгіу) за національним паспортом або іншим посвідченням особи.